# Latif Rahman
Latif Rahman (né à Singapour) est un joueur de football international singapourien, qui évoluait au poste de milieu de terrain.

## Biographie

### Carrière en club
Il joue pour le Warriors Football Club.

### Carrière en sélection
Il participe avec l'équipe de Singapour à la Coupe d'Asie des nations de 1984.
En 1985, il fait partie de l'équipe de Singapour de football qui participe aux tours préliminaires de la zone asiatique pour la Coupe du Monde de football 1986.